# Marie Clémence Richard
Marie Clémence Richard (Larrau, 28 novembre 1830 – Londra, 14 novembre 1915) fu la seconda moglie di Luigi Luciano Bonaparte.
Era figlia di Jean-Baptiste Richard (Nancy, 31 maggio 1801 – Lasarte, 8 gennaio 1857) e di Joséphine Grandmontagne, figlia di un fabbro, anch'egli di origine lorenese, Claude-François Grandmontagne. Il padre era venuto nella zona dei Pirenei per lavorare presso le fonderie di Banca ed il 12 novembre 1829 aveva sposato Joséphine.

## Biografia
Marie Clémence seguì i genitori di fonderia in fonderia, sempre nella zona dei Paesi Baschi. Nel 1857 sua sorella Lucia Onorina sposò a Zegama (Gipuzkoa) Claudio Otaegui e la coppia si stabilì a Hondarribia.
Claudio Otaegui faceva parte di un gruppo di filologi baschi che traducevano testi nei diversi dialetti baschi per conto di Luigi Luciano Bonaparte. Quest'ultimo soggiornò nella zona nel 1857 ed è probabile che abbia conosciuto allora Marie Clémence, cognata dell'Otaegui.
Egli si era separato nel 1850 dalla moglie Maria Anna Cecchi. Marie Clémence condivise la vita del principe Bonaparte in Inghilterra ove gli diede un figlio, Luigi Clodoveo (11 febbraio 1859 – 1894)
Marie Clémence visse nell'ambiente multilingue delle fonderie a carbone di legna dei Pesi baschi. Se gli operai qualificati erano in gran parte originari della Franca Contea o della Borgogna o della Lorena, e quindi francofoni, non era lo stesso per la restante mano d'opera e per la popolazione locale, che si esprimeva, a seconda dei casi, con il dialetto basco solentino, navarrese o gipuzkoano. Le conoscenze linguistiche di Marie Clémence, acquisite nella sua prima infanzia, furono certamente di grande aiuto a Luigi Luciano Bonaparte nelle sue ricerche sui dialetti baschi.

## Matrimonio, figli e morte
Maria Anna Cecchi, prima moglie di Luigi Luciano Bonaparte, morì il 17 marzo 1891. Luigi Luciano e Marie Clémence, dopo una vita vissuta insieme, poterono sposarsi e lo fecero a Londra il 15 giugno 1891. Tre mesi dopo (il 3 novembre) Luigi Luciano Bonaparte morì a Fano in Italia. Clémence Richard gli sopravvisse 24 anni, mantenendo la sua residenza nella capitale inglese ove era chiamata «Principessa Clémence». Marie Clémence e Luigi Luciano ebbero un solo figlio:
- Luigi Clodoveo (1859 – 1894), che non lasciò eredi.